# Masashi Ōuchi
Masashi Ōuchi (大内仁?, Ōuchi Masashi; Kōriyama, 28 settembre 1943 – 6 giugno 2011) è stato un sollevatore giapponese che ha gareggiato nella categoria dei pesi medi (fino a 75 kg.) e dei pesi massimi leggeri (fino a 82,5 kg.), medagliato olimpico e campione mondiale.

## Biografia
Nel 1964 Ōuchi partecipò alle Olimpiadi di Tokyo nella categoria dei pesi medi, vincendo la medaglia di bronzo con 437,5 kg. nel totale su tre prove, dietro al cecoslovacco Hans Zdražila ed al sovietico Viktor Kurencov. Questa competizione olimpica era valida anche come campionato mondiale.
Nel 1966 vinse la medaglia d'oro ai Giochi Asiatici di Bangkok e due anni più tardi partecipò alle Olimpiadi di Città del Messico 1968, ottenendo la medaglia d'argento con 455 kg. nel totale alle spalle di Kurencov. Anche questa competizione olimpica era valida anche come campionato mondiale.
L'anno successivo Ōuchi ottenne il maggiore successo della sua carriera, passando nella categoria superiore dei pesi massimi leggeri e vincendo la medaglia d'oro ai campionati mondiali di Varsavia con 487,5 kg. nel totale.
Nel 1970 fu nuovamente medaglia d'oro ai Giochi Asiatici di Bangkok nella stessa categoria.
Nel corso della sua carriera di sollevatore Ōuchi stabilì otto record mondiali, di cui cinque nei pesi medi (tre nella prova di strappo e due nel totale) e tre nei pesi massimi leggeri (tutti nella prova di strappo).